# Езубченко, Сергей Павлович
Серге́й Па́влович Езубченко (род. 27 октября 1951, Акмолинск) — начальник Управления ФСБ по Пермской области (1995—2002), генерал.

## Биография
С 1974 года, окончив факультет электронной техники и автоматизации Томского института автоматизированных систем управления и радиоэлектроники по специальности «промышленная электроника», работал инженером на кафедре промышленной электроники института.
Служил в органах КГБ СССР / ФСБ РФ:
- в Управлении КГБ по Томской области — оперативник, начальник отделения, начальник отдела; специализировался на контрразведывательном обеспечении оборонных предприятий;
- с 1988 года — начальник городского отдела КГБ города Томск-7;
- с 1992 года — заместитель начальника Читинского областного управления безопасности;
- с октября 1995 года — начальник Управления ФСБ по Пермской области[6];
- с августа 2005 года — заместитель руководителя Администрации президента Российской Федерации.

Выйдя в отставку, учредил частное охранное предприятие «Шериф Прикамья». Заместитель генерального директора ЗАО
«Пермгеологодобыча». Советник по безопасности (помощник) и заместитель председателя Совета директоров ОАО «Уралкалий» (2008); председатель Совета директоров ООО «Охранное агентство „Шериф-Березники“» (с 2005); член Совета директоров ОАО «Сильвинит» (с 2006).

### Семья
Дети — Павел, Юлия — офицеры ФСБ.

## Награды
Имеет правительственные и ведомственные награды.